# Rentinus dilatatus
Espèce
Rentinus dilatatus est une espèce d'insectes hémiptères de la famille des Fulgoridae endémique d'Australie.